# Ronda de Ímola da Fórmula Dois em 2009
A ronda em Imola foi a 7ª e penúltima da Temporada de Fórmula 2 FIA de 2009. Foi realizada a 19 e 20 de Setembro de 2009 no Autodromo Enzo e Dino Ferrari em Ímola, Itália. A primeira corrida foi ganha por Kazim Vasiliauskas, com Mirko Bortolotti e Andy Soucek a fecharem o pódio. A segunda corrida foi ganha por Andy Soucek, com Robert Wickens e Miloš Pavlović também no pódio. Andy Soucek conseguiu nesta ronda o título antecipado com o 3º lugar na 1ª corrida, já que Robert Wickens e Mikhail Aleshin já não podiam somar mais pontos do que o espanhol até ao fim da época.

## Resultados

### Qualificação 1
| Pos | Piloto              | Tempo     |
| --- | ------------------- | --------- |
| 1   | Kazim Vasiliauskas  | 1:38.468  |
| 2   | Mirko Bortolotti    | 1:38.781  |
| 3   | Mikhail Aleshin     | 1:38.869  |
| 4   | Robert Wickens      | 1:38.901  |
| 5   | Philipp Eng         | 1:39.006  |
| 6   | Andy Soucek         | 1:39.328  |
| 7   | Sebastian Hohenthal | 1:39.450  |
| 8   | Germán Sánchez      | 1:39.668  |
| 9   | Julien Jousse       | 1:39.687  |
| 10  | Edoardo Piscopo     | 1:39.731  |
| 11  | Nicola de Marco     | 1:39.874  |
| 12  | Tobias Hegewald     | 1:39.934  |
| 13  | Natacha Gachnang    | 1:39.939  |
| 14  | Miloš Pavlović      | 1:40.068  |
| 15  | Carlos Iaconelli    | 1:40.244  |
| 16  | Alex Brundle        | 1:40.249  |
| 17  | Tom Gladdis         | 1:40.281  |
| 18  | Henri Karjalainen   | 1:40.286  |
| 19  | Jolyon Palmer       | 1:40.436  |
| 20  | Jason Moore         | 1:40.568  |
| 21  | Jack Clarke         | 1:40.733  |
| 22  | Ollie Hancock       | 1:40.771  |
| 23  | Jens Höing          | 1:40.990  |
| 24  | Pietro Gandolfi     | 1:41.202  |
| 25  | Armaan Ebrahim      | 13:17.010 |

### Qualificação 2
| Pos | Piloto              | Tempo    |
| --- | ------------------- | -------- |
| 1   | Robert Wickens      | 1:37.401 |
| 2   | Mirko Bortolotti    | 1:37.516 |
| 3   | Andy Soucek         | 1:37.556 |
| 4   | Miloš Pavlović      | 1:37.823 |
| 5   | Kazim Vasiliauskas  | 1:38.002 |
| 6   | Mikhail Aleshin     | 1:38.186 |
| 7   | Philipp Eng         | 1:38.268 |
| 8   | Tobias Hegewald     | 1:38.436 |
| 9   | Alex Brundle        | 1:38.548 |
| 10  | Edoardo Piscopo     | 1:38.560 |
| 11  | Carlos Iaconelli    | 1:38.717 |
| 12  | Jack Clarke         | 1:38.727 |
| 13  | Julien Jousse       | 1:38.819 |
| 14  | Henri Karjalainen   | 1:38.819 |
| 15  | Germán Sánchez      | 1:38.825 |
| 16  | Jolyon Palmer       | 1:38.972 |
| 17  | Nicola de Marco     | 1:39.019 |
| 18  | Jason Moore         | 1:39.062 |
| 19  | Tom Gladdis         | 1:39.372 |
| 20  | Sebastian Hohenthal | 1:39.447 |
| 21  | Jens Höing          | 1:39.496 |
| 22  | Ollie Hancock       | 1:39.518 |
| 23  | Pietro Gandolfi     | 1:40.588 |
| 24  | Armaan Ebrahim      | 1:40.654 |
| 25  | Natacha Gachnang    | 1:42.379 |

### Corrida 1
| 1                                                                      | Kazim Vasiliauskas  | 21 | 38:30.024 | 1  | 10 |
| 2                                                                      | Mirko Bortolotti    | 21 | +7.503    | 2  | 8  |
| 3                                                                      | Andy Soucek         | 21 | +8.178    | 6  | 6  |
| 4                                                                      | Robert Wickens      | 21 | +8.999    | 4  | 5  |
| 5                                                                      | Philipp Eng         | 21 | +9.526    | 5  | 4  |
| 6                                                                      | Miloš Pavlović      | 21 | +11.940   | 14 | 3  |
| 7                                                                      | Mikhail Aleshin     | 21 | +18.292   | 3  | 2  |
| 8                                                                      | Germán Sánchez      | 21 | +22.781   | 8  | 1  |
| 9                                                                      | Sebastian Hohenthal | 21 | +23.582   | 7  |    |
| 10                                                                     | Julien Jousse       | 21 | +23.875   | 9  |    |
| 11                                                                     | Henri Karjalainen   | 21 | +28.343   | 18 |    |
| 12                                                                     | Jolyon Palmer       | 21 | +34.577   | 19 |    |
| 13                                                                     | Edoardo Piscopo     | 21 | +34.711   | 10 |    |
| 14                                                                     | Jack Clarke         | 21 | +37.643   | 21 |    |
| 15                                                                     | Natacha Gachnang    | 21 | +38.316   | 13 |    |
| 16                                                                     | Tom Gladdis         | 21 | +40.480   | 17 |    |
| 17                                                                     | Alex Brundle        | 21 | +1:20.097 | 16 |    |
| 18                                                                     | Jason Moore         | 21 | +1:28.959 | 20 |    |
| 19 (Ret)                                                               | Carlos Iaconelli    | 4  | DNF       | 15 |    |
| 20 (Ret)                                                               | Jens Höing          | 4  | DNF       | 23 |    |
| 21 (Ret)                                                               | Armaan Ebrahim      | 3  | DNF       | 25 |    |
| 22 (Ret)                                                               | Nicola de Marco     | 0  | DNF       | 11 |    |
| 23 (Ret)                                                               | Tobias Hegewald     | 0  | DNF       | 12 |    |
| 24 (Ret)                                                               | Pietro Gandolfi     | 0  | DNF       | 24 |    |
| 25 (Ret)                                                               | Ollie Hancock       | 0  | DNF       | 22 |    |
| Volta mais rápida: Kazim Vasiliauskas 1:38.959 (178.58kph) na volta 21 |                     |    |           |    |    |

Nota: DNS: Não começou a corrida; DNF: Não acabou a corrida

### Corrida 2
| 1                                                                  | Andy Soucek             | 15 | 30:12.572 | 3  | 10 |
| 2                                                                  | Robert Wickens          | 15 | +2.407    | 1  | 8  |
| 3                                                                  | Miloš Pavlović          | 15 | +7.912    | 4  | 6  |
| 4                                                                  | Tobias Hegewald         | 15 | +16.389   | 8  | 5  |
| 5                                                                  | Brasil Carlos Iaconelli | 15 | +20.163   | 11 | 4  |
| 6                                                                  | Jolyon Palmer           | 15 | +23.510   | 16 | 3  |
| 7                                                                  | Jason Moore             | 15 | +25.495   | 18 | 2  |
| 8                                                                  | Germán Sánchez          | 15 | +27.214   | 15 | 1  |
| 9                                                                  | Nicola de Marco         | 15 | +27.288   | 17 |    |
| 10                                                                 | Philipp Eng             | 15 | +28.071   | 7  |    |
| 11                                                                 | Ollie Hancock           | 15 | +30.220   | 22 |    |
| 12                                                                 | Sebastian Hohenthal     | 15 | +33.234   | 20 |    |
| 13                                                                 | Tom Gladdis             | 15 | +33.872   | 19 |    |
| 14                                                                 | Jack Clarke             | 15 | +42.134   | 12 |    |
| 15                                                                 | Henri Karjalainen       | 15 | +43.202   | 14 |    |
| 16 (Ret)                                                           | Mirko Bortolotti        | 5  | DNF       | 2  |    |
| 17 (Ret)                                                           | Kazim Vasiliauskas      | 5  | DNF       | 5  |    |
| 18 (Ret)                                                           | Alex Brundle            | 5  | DNF       | 9  |    |
| 19 (Ret)                                                           | Julien Jousse           | 5  | DNF       | 13 |    |
| 20 (Ret)                                                           | Edoardo Piscopo         | 2  | DNF       | 10 |    |
| 21 (Ret)                                                           | Natacha Gachnang        | 1  | DNF       | 25 |    |
| 22 (Ret)                                                           | Pietro Gandolfi         | 1  | DNF       | 23 |    |
| 23 (Ret)                                                           | Armaan Ebrahim          | 0  | DNF       | 24 |    |
| 24 (Ret)                                                           | Mikhail Aleshin         | 0  | DNF       | 6  |    |
| 25 (Ret)                                                           | Jens Höing              | 0  | DNF       | 21 |    |
| Volta mais rápida: Robert Wickens 1:38.576 (179.27kph) na volta 12 |                         |    |           |    |    |

Nota: DNS: Não começou a corrida; DNF: Não acabou a corrida

## Tabela do campeonato após a ronda
Observe que somente as cinco primeiras posições estão incluídas na tabela.
Tabela do campeonato de pilotos
| Pos | Var     | Piloto           | Pontos |
| --- | ------- | ---------------- | ------ |
| 1   | Estável | Andy Soucek      | 95     |
| 2   | Aumento | Robert Wickens   | 58     |
| 3   | Baixa   | Mikhail Aleshin  | 49     |
| 4   | Aumento | Mirko Bortolotti | 47     |
| 5   | Baixa   | Julien Jousse    | 43     |